# دين وينترز
دين وينترز (بالإنجليزية: Dean Winters)‏ هو ممثل أمريكي، ولد في 20 يوليو 1964 بنيويورك في الولايات المتحدة.

## أعمال

### أفلام
- (1997) نظرية المؤامرة[6]
- (2002)  هيلسيكر
- (2007) بي إس أنا أحبك[7]
- (2014) جون ويك[8][9]
- (2017) ليلة قاسية[10]

### مسلسلات
- أميريكان داد!
- أو زد
- الوحدة الخاصة للضحايا

## وصلات خارجية
- دين وينترز على موقع IMDb (الإنجليزية)
- دين وينترز على موقع ألو سيني (الفرنسية)
- دين وينترز على موقع أول موفي (الإنجليزية)
- دين وينترز على موقع قاعدة بيانات الأفلام السويدية (السويدية)
- دين وينترز على موقع إن إن دي بي (الإنجليزية)
- دين وينترز على موقع قاعدة بيانات الفيلم (الإنجليزية)
- دين وينترز على موقع كينوبويسك (الروسية)